# Lucila Gamero de Medina
Lucila Gamero de Medina (12 tháng 6 năm 1873   - 23 tháng 1 năm 1964) là một tiểu thuyết gia lãng mạn người Honduras. Bà là người phụ nữ đầu tiên ở Honduras sản xuất tác phẩm văn học và ở Trung Mỹ để xuất bản tiểu thuyết. Nhà phê bình và nhà văn Luis Marín Otero gọi bà là "danh tiếng lớn của những lá thư tiếng Honduras". Bà được đào tạo như một bác sĩ và dược sĩ và mặc dù không được học tại trường đại học đã được trao bằng tốt nghiệp Y khoa và Phẫu thuật từ trưởng khoa của Khoa Y. Bà đứng đầu một bệnh viện và phục vụ như một thanh tra y tế tại khoa bản địa. Ngoài những nỗ lực y học và văn học của mình, Gamero còn là một nhà hoạt động nữ quyền và đấu tranh tích cực, tham dự các hội nghị và tham gia sáng lập Comité Femenino Peteureño.

## Tiểu sử
Lucila Gamero Moncada sinh ngày 12 tháng 6 năm 1873 tại Danlí, Honduras đến Manuel Gamero và Camila Moncada. bà đã hoàn thành chương trình giáo dục trung học của mình tại Colegio La Giáo dục  và muốn học ngành y ở nước ngoài nhưng bị ngăn cản. Cha bà, là một bác sĩ, đã dạy cho bà thuốc và bà hành nghề vừa là bác sĩ vừa là dược sĩ, tiếp quản phòng khám của cha bà và điều hành nhà thuốc gia đình. Sau đó, bà nhận được bằng tốt nghiệp Y khoa và Phẫu thuật từ trưởng khoa Y, Tiến sĩ Manuel G. Zuniga. Năm 1924, bà được bổ nhiệm làm người đứng đầu Bệnh viện de Sangre ở Danlí và từ năm 1930 giữ chức thanh tra y tế của Khoa El Paraíso.
bà bắt đầu viết từ khi còn nhỏ, xuất bản trên tạp chí La Juventud Hondureña (Thanh niên người Honduras) từ đầu năm 1891. Gamero là tác giả của cuốn tiểu thuyết đầu tiên từng được xuất bản bởi một người phụ nữ gốc Trinidad, Amalia Montiel, được phát hành năm 1892, dưới dạng các chương được đăng trên tờ tuần báo El Pensamiento, do Froylan Turcios đạo diễn. Cuốn tiểu thuyết thứ hai của bà, Adriana và Margarita (1893), là cuốn tiểu thuyết đầu tiên được xuất bản ở Honduras.
Sản phẩm văn học của bà là một ví dụ về thời kỳ cuối lãng mạn của văn học Mỹ Latinh. Tình yêu và gia đình là những chủ đề chính chiếm hầu hết các câu chuyện của bà. Cuốn tiểu thuyết nổi tiếng nhất của bà là Blanca Olmedo, một câu chuyện tình yêu chỉ trích trực tiếp nhà thờ và cơ sở của người Do Thái vào thời điểm đó, một bước tiến chưa từng có trong văn học Honduras. Blanca Olmedo được coi là một trong những cuốn tiểu thuyết quan trọng nhất của đầu thế kỷ XX. Tiểu thuyết của Gamero de Medina là một phần chính của chương trình giảng dạy văn học ở các trường trung học và đại học ở Honduras và bà được coi là một trong những nhân vật văn học quan trọng nhất của Trung Mỹ vào cuối thế kỷ XIX. Gamero là thành viên của nhiều hiệp hội văn học ở Trung Mỹ, Học viện Ngôn ngữ của người Do Thái, và đã viết cuốn tự truyện của mình vào năm 1949.
Gamero de Medina cũng tham gia vào cuộc đấu tranh của người Do Thái vì quyền bầu cử của phụ nữ. Năm 1924, bà là đại biểu của Honduras trong Hội nghị Phụ nữ Pan-American lần thứ hai. Vào ngày 2 tháng 2 năm 1946, một nhóm các tổ chức bầu cử la Sociedad Femenina Panamericana với tổng thống Olimpia Varela y Varela và các trí thức Gamero de Medina, Argentina Díaz Lozano và Paca Navas. Vào ngày 5 tháng 3 năm 1947, họ thành lập Comité Femenino Hondureño (liên kết với Ủy ban Phụ nữ Liên Mỹ) với mục tiêu giành quyền chính trị cho phụ nữ. Họ đã xuất bản một tạp chí Mujer Americana, đó là tạp chí nữ quyền thứ ba của đất nước, sau Atlántida của Navas và một tạp chí tên là Atenea của Cristina Hernández de Gomez bắt đầu ở El Progreso năm 1944.
Gamero kết hôn với Gilberto Medina và họ có hai con, Aída Cora Medina và Gilberto Gustavo Medina. Bà mất ngày 23 tháng 1 năm 1964 tại Danlí.

## Tác phẩm đáng chú ý
Năm 1997, Nhà xuất bản Đại học đã xuất bản một tập hoàn chỉnh các truyện ngắn của bà. Các tác phẩm khác bao gồm:
- Amelia Montiel (1892)
- Adriana y Margarita (1893)
- Páginas del Corazón (1897)
- Blanca Olmedo (1908)
- Betina (1941)
- Aída (1948)
- Amor Exótico (1954)
- La Secretaria (1954)
- El Dolor de Amar (1955)